# 나구모 주이치
나구모 주이치(일본어: 南雲 忠一, 1887년 3월 25일 ~ 1944년 7월 8일)는 제2차 세계 대전 당시, 일본 제국 해군의 제독이다. 태평양 전쟁의 시발점이 된 진주만 공격과 태평양 전쟁의 판도를 바꿔놓은 미드웨이 해전에서 일본제국 해군을 지휘하였다.

## 생애

### 어린 시절과 경력
나구모 주이치는 1887년, 야마가타현 미나미오키타마군(南置賜郡, 지금의 요네자와시) 지방 관청 서기(書記) 나구모 슈조(南雲周蔵)의 차남으로 태어나 1908년 일본 해군병학교를 졸업하였다. 1920년 일본 해군대학교 졸업 후 수뢰정 기술의 1인자로 인정받았다.
경순양함 나하, 중순양함 다카오 및 제11함대 사령관, 군령부참모과장, 해군대학교 교관을 역임했으며, 함대를 중용하는 함대파의 논객으로 야마모토 이소로쿠(山本五十六), 이노우에 시게요시(井上成美)와 대립하였다. 태평양 전쟁 발발 당시, 제1항공함대 사령관이었다.

### 태평양 전쟁
1941년 12월 8일, 하와이 진주만을 기습 공격해 승리를 거둔다. 이후 남방군도로의 작전을 개시해 인도양 해전 등에서 승리를 거두고 영국의 동양함대의 모항을 점령하는 성과를 거둔다. 1942년 6월 6일, 미드웨이 해전시 제1항공함대 장관으로 참가해 패전 후 작전 실패 건으로 사령관에서 물러나나, 야마모토 이소로쿠 사령관의 배려로 1942년 7월 14일에 항공 모함 기동부대로 재편성된 제3함대 사령관직에 임명되었다.
1942년 10월 26일, 남태평양 해전시 제3함대 사령관으로 참가해 미국 항공모함 호넷을 격파하나 항공 모함 쇼가쿠, 즈이가쿠를 잃고 나구모 중장 자신은 전장을 이탈해 함대는 수많은 희생을 안은 채 패하였다. 패배 후 본토 방위 지역수비장관을 지낸 후 제1함대 사령관으로 다시 취임하였고 1944년 2월 25일, 전 후에 해산되는 제1함대의 마지막 사령관이 된다. 1944년 3월 4일, 중부 태평양 방면 함대 사령관에 취임, 고쿄에서 임명식으로 천황을 만난 후, 가마쿠라에 있는 자택에 가서 가족과 마지막 시간을 보낸다. 그 후, 죽음을 각오하고 생의 마지막이 되는 사이판으로 출격한다.
6월 15일, 미군의 사이판 상륙을 저지하라는 명령을 받고 지휘하지만 약 20일간의 저항 끝에 사이판 수비대는 모두 전멸했고, 나구모 주이치는 57세의 나이로 자살하였다. 사망 후 해군 대장에 추서되었다.